# Девичья башня (Исмаиллы)
Девичья башня (азерб. Qız qalası) — остатки средневековой крепости, расположенные на расстоянии 3 км севернее села Ханага Исмаиллинского района. Руины крепости находятся на вершине крутой скалы. Точная дата постройки крепости неизвестна. Историки относят её к XI—XII векам.

## Архитектура
Площадь общей территории, занимаемой крепостью Гыз Галасы, составляет 1,5 гектара. План крепости имеет сложную форму. При строительстве оборонительного сооружения использовались камень и испечённый кирпич. Внешняя часть фортификационного сооружения расположена в долине Карасу. Длина этой части крепости составляет 28,6 метра, высота — 7,7 метра, толщина стен в этом месте 1,8 метра. В центре были расположены арочные ворота.
Строительство крепости на этой территории было осуществлено с целью защиты горного перехода.
Внутренняя часть крепости занимает площадь в 300 м² и занимает доминирующее положение. Она граничит с восточной стеной внешней крепости, а с другой стороны крепости имеется крутой обрыв. По предположениям историков, от этого оборонительного комплекса шел подземный туннель длиной в 7 км вплоть до крепости Джаваншира.